# Säkkisaari (ö i Mellersta Finland)
Säkkisaari är en ö i Finland. Den ligger i sjön Hirvijärvi och i kommunen Joutsa i den ekonomiska regionen  Joutsa ekonomiska region  och landskapet Mellersta Finland, i den södra delen av landet, 200 km norr om huvudstaden Helsingfors. Öns area är 2,1 hektar och dess största längd är 230 meter i sydöst-nordvästlig riktning.